# آب‌انبار میرحسین
آب‌انبار میرحسین مربوط به دوره قاجار است و در شهرستان میبد، بخش مرکزی، روستای بفروئیه واقع شده و این اثر در تاریخ ۲۴ اسفند ۱۳۸۳ با شمارهٔ ثبت ۱۱۶۳۱ به‌عنوان یکی از آثار ملی ایران به ثبت رسیده است.